# Dragatuš
Dragatúš je gručasto belokranjsko naselje v Občini Črnomelj na nizki vzpetini sredi rodovitnega Dragatuškega polja ob cesti Črnomelj-Vinica.
Na področju kmetijstva prevladujeta živinoreja in vinogradništvo. V kraju je osnovna šola Komandanta Staneta, v kateri je prva dva razreda končal tudi pesnik Oton Župančič. V hiši, kjer je bival, je spominska soba. Delujejo gasilsko in kulturno-prosvetno društvo ter lovska družina.
Dragatuš je v območju krajinskega parka Lahinja.

## Zgodovina
Kraj se prvič omenja leta 1402, od leta 1854 je sedež župnije. 
Dvostolpna neobaročna župnijska cerkev svetega Janeza Krstnika iz leta 1858, narejena po načrtu metliškega dekana V. Vovka, je bila porušena ob bombandiranju leta 1944. Od stare oltarne opreme je ohranjena le oltarna slika svetega Janeza Krstnika, ki je, tako kot uničeni glavni oltar, izdelek Jurija Tavčarja iz leta 1858. Nadomestila jo je cerkev Vseh svetih.
Med drugo svetovno vojno leta 1944 je bil v Dragatušu nastanjen Glavni štab NOV in POS (dober mesec).